# IC 368
IC 368 је спирална галаксија у сазвјежђу Еридан која се налази на листи објеката дубоког неба у Индекс каталогу.
Деклинација објекта је - 12° 36' 53" а ректасцензија 4h 22m 42,7s. Привидна величина (магнитуда) објекта IC 368 износи 13,7 а фотографска магнитуда 14,5. IC 368 је још познат и под ознакама MCG -2-12-9, NPM1G -12.0144, PGC 14994.